# Diana Palijska
Diana Boneva Palijska (in bulgaro Диана Бонева Палийска?; Plovdiv, 20 agosto 1966) è un'ex canoista bulgara.

## Palmarès

### Olimpiadi
- 2 medaglie:
  - 1 argento (Seul 1988 nel K2 500 m)
  - 1 bronzo (Seul 1988 nei K4 500 m)

### Mondiali
- 1 medaglia:
  - 1 bronzo (Montréal 1986 nel K2 500 m)